# Inessa Armand
Inessa Fjodorovna Armand (russisk: Ине́сса Фёдоровна Арма́нд, tr. Inéssa Fjodorovna Armánd; født Elisabeth d'Herbenville den 26. april 1874, død 24 september 1920) var en franskfødt kommunist, der var opvokset i Rusland. Hun giftede sig med den russiske fabrikantsøn Aleksandr Armand som 18-årig og fik 5 børn med ham. Siden brød hun forbindelsen til ham og levede derefter sammen med ægtemandens lillebror Vladimir. Omkring år 1903 tilsluttede hun sig den bolsjevikiske bevægelse og blev flere gange arresteret. Hun havde sandsynligvis et kærlighedsforhold til Lenin, der begyndte efter, at de mødtes i 1910, hvor hun fik tæt kontakt til både Lenin og hans kone Krupskaja. Hun fulgtes tilbage til Rusland med Lenin i 1917 og var efter Oktoberrevolutionen i en periode leder af det kommunistiske partis særlige afdeling for kvindespørgsmål samt en aktiv organisator og leder af den 1. internationale konference for kommunistiske kvinder i 1920.

## Tidlige liv og ægteskab
Inessa Armands moder, Nathalie Wild, var en komediende af fransk og engelsk herkomst. Faderen, Théodore Pécheux d'Herbenville, var en fransk opera-sanger. Forældrene var ikke gift, da Inessa blev født. Faderen døde, da hun var fem, og hun blev opdraget af sin tante og bedstemor, som boede i Moskva. Begge var lærere.
Da hun var 19 år gammel, giftede hun sig med Alexander Armand, søn af en velstående russisk tekstilproducent. Parret fik fire børn. Inessa og hendes mand åbnede en skole uden for Moskva, for børn af bønder. Hun blev også medlem i en velgørende forening, som hjalp byens fattige kvinder.
I 1902 forlod hun sin mand for at leve sammen med hans 17 år gamle broder Vladimir, som delte hendes radikale politiske synspunkter. Alexander fortsatte at tage ansvar for børnene, og da Vladimir og Inessa fik en søn sammen, Andrej, blev han adopteret af Alexander. Vladimir døde i 1909, året før Inessa mødte Vladimir Lenin.

## Politisk liv
I 1903 blev Inessa Armand medlem af det ulovlige russiske socialdemokratiske arbejderparti. Hun blev arresteret i juni 1907 for at have omdelt ulovlig propaganda og blev dømt til to års indre eksil i Mezen i det nordlige Rusland. I november 1908 flygtede hun fra Mezen og forlod senere Rusland for at bosætte sig i Paris. Der mødte hun Lenin og andre bolsjevikker, som levede i udenlandsk eksil.
I 1911 blev hun sekretær for udvalget for udenlandske organisationer, som var etableret for at koordinere alle bolsjevikgrupper i Vesteuropa.
Den 5.–17. januar 1912 blev Praha-konferencen afholdt med 18 bolsjevikker til stede. Josef Stalin og Jakov Sverdlov, som begge var i eksil på daværende tidspunkt, deltog ikke, men konferencen førte til en resolution, som Lenin fik Armand til at videreformidle. Han udnyttede hende også til at udføre flere risikable opdrag der, organisere bolsjevik-kampagnen som skulle sørge for at få flere tilhængere valgt ind i Dumaen, og hun skulle finde ud af hvad, der foregik i Pravda. Historikeren Helen Rappaport hævder, at Lenin var klar over, at hun ville blive arresteret så snart, hun kom til Rusland, men at han tog let på dette, fordi hans bekymring for partiet gik forud for hans følelser for hende. Hun rejste tilbage til Rusland i juli 1912. "Hun skulle hjælpe ham (Lenin) medat genoprette sin position og trimme bolsjevikkerne til en styrke, som skulle opbygge mere magt end zaren». To måneder senere blev hun arresteret og fængslet men blev løsladt mod kaution i marts 1913, takket være eksmanden Alexanders støtte.
Hun forlod Rusland igen og rejste for at leve sammen med ægteparret Vladimir Lenin og Nadezjda Krupskaja i Galicien. Der begyndte hun arbejdet med at redigere Rabotnitsa, det første russiske tidsskrift, som fokuserede på kvindespørgsmål. Ifølge Krupskaja var Armand stærkt svækket, men kastede sig alligevel umiddelbart ind i partiarbejdet.
Okhrana anså Armand for at være Lenins højre hånd. Han skrev til hende og stolede mere på hende end på nogen anden i kredsen omkring ham.
Ifølge forfatteren Ralph Carter Elwood blev hun "[…] Lenins pryglestok" — en som kunne banke vaklende bolsjevikker tilbage på plads, som kunne formidle kompromisløse meldinger til hans politiske modstandere og som kunne udføre ubehagelige opgaver, som Lenin selv foretrak at undgå".
Armand var oprørt over, at mange socialister i Europa valgte at ikke kæmpe mod krigsdeltagelsen under 1. verdenskrig. Selv hjalp hun Lenin med at distribuere propaganda, som opfordrede allierede tropper til at vende riflerne mod deres ledere, og til at starte en socialistisk revolution.
Lenin udnævnte hende til bolsjevik-repræsentant ved Det internationale socialistiske bureaus konference i Bruxelles i juli 1914. Bertram Wolfe skrev i en artikel om Lenin og Armand, at Lenin sendte henne for at møde og kæmpe mod personligheder som Kautsky, Vandervelde, Huysmans, Rosa Luxemburg, Plekhanov, Trotskij og Martov. Hun talte fem sprog flydende, og Lenin satsede på hendes evner til at kommunikere, hendes hengivenhed over for ham og hans synspunkter, hendes standhaftighed "under ild". En af Lenins løjtnanter mente, at han stolede for meget på Armand, og at hun var for "lille" for opgaven. Lenin var ikke enig og skrev til Armand, at han var overbevist om, at hun var en af dem, som udvikler sig, vokser sig stærkere, bliver mere energisk og dristigere, når de står alene på en ansvarlig post.
Hun blev stadig mere optaget af socialistisk feminisme, og i januar 915 skrev hun et udkast til en artikel om feminisme. Hun sendte Lenin et udkast til et hæfte om kvinders rettigheder. Han kritiserede skarpt hendes tanker om kvindefrigørelse og anbefalede hende at fjerne teksten om fri kærlighed, som han mente var en borgerlig holdning og en trussel mod det nye kommunistiske samfund. I marts 1915 rejste Armand til Schweiz, hvor hun organiserede socialistiske kvinders internationale anti-krigskonference.
Hun oversatte flere af Lenins værker til fransk.

## Armand og den russiske revolution
Den 2. marts 1917 abdicerede zar Nikolaj II og overlod kontrollen i landet til den provisoriske regering, som erklærede den russiske republik. Bolsjevikkerne i eksil ville hurtigst muligt tilbage til Rusland for at medvirke til at forme landets fremtid. Det tyske udenrigsdepartement, som håbede, at bolsjevikisk indflydelse i Rusland ville bidrage til at få en afslutning på krigen på østfronten, sørgede for et specialtog for Armand, Lenin og 26 andre revolutionære, så at de kunne rejse til Petrograd.
Armand deltog ikke i særlig mange af de revolutionære begivenheder på dette tidspunkt. Det er uklart hvorfor hun valgte at være inaktiv i løbet af denne afgørende periode, men hun havde også tidligere afbrudt sine revolutionære aktiviteter blandt andet på grund af sine børn, og denne gang var sønnen Andrej syg.
Den 19. april 1917 deltog hun i en Moskva oblast-konference, hvor hun holdt kraftfulde taler om nødvendigheden af valg af officerer og forbrødring af stridende styrker, samt om opportunisme blandt den Anden Internationales ledere.
Efter oktoberrevolutionen ledede Armand Moskvas økonomiske råd og fungerede som ledende medlem i Moskvas sovjet. Hun blev en hård kritiker af den sovjetiske regerings beslutning om at underskrive traktaten i Brest-Litovsk.
Da hun vendte tilbage til Petrograd, blev hun direktør for Zhenotdel, en organisation som kæmpede for kvindernes ligestilling i Kommunistpartiet og i de sovjetiske fagforeninger, med magt til at træffe juridiske afgørelser. Hun fik gennemført reformer, som gav kvinder ret til skilsmisse, abort, til at deltage i offentlige anliggender og oprette fælleskantiner og mødrecentre.
I 1918 formåede hun, med Jakov Sverdlovs hjælp, over for modstand fra Grigorij Zinovjev og Karl Radeks side, at få arrangeret en national kongres for erhvervsaktive kvinder med Lenin som taler. Ifølge historikeren Ralph C. Elwood var grunden til, at partiets ledere støttede Armands agitation for kommunale faciliteter, at borgerkrigen havde behov for kvinder til at udføre fabriksarbejde og ulige hjælpeopgaver i Den røde hær. Derfor måtte de frigøres fra en del traditionelle opgaver. Historikeren Michael Pearson skrev om hende: "Omkring 1919 var hun blevet den mægtigste kvinde i Moskva."
I foråret 1920 blev et nyt tidsskrift, Kommunistka, etableret på Armands initiativ. Tidsskriftet fokuserede på "de videre aspekter af kvindefrigørelse og behovet for at ændre forholdet mellem kønnene, hvis det skal blive en varig ændring". Samme år ledede hun også den første internationale konference for kommunistiske kvinder.
I den første udgave av den store sovjetiske encyklopædi, som blev udgivet i 1926, blev hun hædret som en "overordnet og engageret bolsjevik" og som "Lenins nære ven og hjælper", men i løbet af 1930-erne blev hendes arbejde stærkt nedtonet. Zjenotdel, kommunistpartiets ligestillingsafdelning blev nedlagt i 1930.

## Død
Lenin havde indset, at Armand var udmattet og overbelastet af arbejde og opfordrede hende til at rejse til Kaukasus på ferie. Han var ikke klar over, at området var ramt af en epidemi, og at det endnu ikke var blevet pacifiseret af den røde hær. Armand og andre patienter måtte evakueres fra området, hvor de opholdt sig, til Naltjik. Om aftenen den 21. september vovede hun sig uden for dette område, muligvis for at få hjælp med overnatning for gruppen. Efter dette blev hun smittet af kolera, og hun døde den 24. september, 46 år gammel.
Armand blev begravet i Kremlmurens nekropolis i Moskva i en statsbegravelse, som den første kvinde, som blev vist denne ære.
Det femte nummer af tidsskriftet Kommunistka udkom i 1920 og indeholdt sin grundlæggers nekrolog.